# 殺しの逢びき
『殺しの逢びき』（ころしのあいびき、An American Dream）は、1966年のアメリカ合衆国の映画。監督はロバート・ギスト。ノーマン・メイラーの小説「アメリカの夢」を原作としている。出演はスチュアート・ホイットマンやジャネット・リーなど。テクニカラー作品。第39回アカデミー賞では歌曲賞にノミネートされた。
日本での別題は『地獄の逢びき』（じごくのあいびき）。

## キャスト
※括弧内は日本語吹替（初回放送1973年9月30日『日曜洋画劇場』）
- スティーブン・リチャード・ロジャック：スチュアート・ホイットマン（細井重之）
- チェリー・マクマホン：ジャネット・リー（小原乃梨子）
- デボラ・ロジャック：エリノア・パーカー（藤波京子）
- ロバーツ中尉としてのバリー・サリヴァン
- バーニー・ケリー：ロイド・ノーラン
- アーサー・カボー：マーレイ・ハミルトン
- ウォルト・レズニッキ軍曹：J・D・キャノン
- ルタ：スーザン・デンバーグ
- 弁護士：ハロルド・グールド
- オード・ロング：ジョージ・タケイ